# مكثف متغير
المكثف المتغير أو المتسعة المتغيرة (بالإنجليزية: Variable capacitor)‏ هي المتسعة التي يمكن التحكم بمقدار سعتها ميكانيكيًا أو إلكترونيًا، وغالبًا ما تُستخدم في دوائر محث-متسعة لضبط التردد الرنيني للدائرة كما في توليف تردد المذياع (عادة يطلق عليها متسعة التوليف)، أو في الرادة المتغيرة مثلًا تحديد الممانعة في مولفات الهوائي.

## المتسعات المتغيرة ميكانيكيًا

متسعة متغيرة ميكانيكية ذات الصفائح الدوارة.

في المتسعة المتغيرة الميكانيكية يتم التحكم في البعد بين صفائح المتسعة أو التحكم بمساحة الصفائح المتقابلة لتحديد مقدار السعة المطلوبة.

### المتسعة الدوارة
هي أكثر المتسعات الميكانيكية شيوعًا هي التي تكون مجموعة من صفائحها بشكل نصف دائرة قابلة للدوران حول مركزها (تسمى الدوار)، وخلال دورانها تتخلل الفراغ بين مجموعة أخرى من الصفائح الثابتة (تسمى الساكن)، تدوير الدوار يعمل على تغيير مقدار مساحة الصفائح المتحركة المواجهة للصفائح الثابتة، ويمكن الإعتماد على الهواء كعازل بين مجموعتي الصفائح أو استخدام رقائق بلاستيكية، يمكن من خلال علاقة الزاوية مع السعة استخدام المتسعة في وظائف مختلفة مثلاً تحديد مقدار التردد الخطي، كما تم استخدام ميكانيكيات أخرى لتدوير دوار المتسعة باستخدام التروس للتحكم في دقة وسرعة الدوران مثلاً في متحكمات التردد الدقيقة ما يعني توفير نطاق من الزوايا أكبر وتغييرات أدق للسعة حتى مع تدوير قبضة التحكم عدة دورات، ويتم الحصول على سعة المتسعة القصوى عندما تتحاذى صفائح المجموعتين بشكل كامل (تواجه الصفائح بعضها بأكبر مساحة)، وأقل سعة عندما تكون الصفائح غير متحاذية بالكامل (تواجه الصفائح بعضها بأقل مساحة ممكنة).

قياس سعة متسعة متغيرة دوارة.
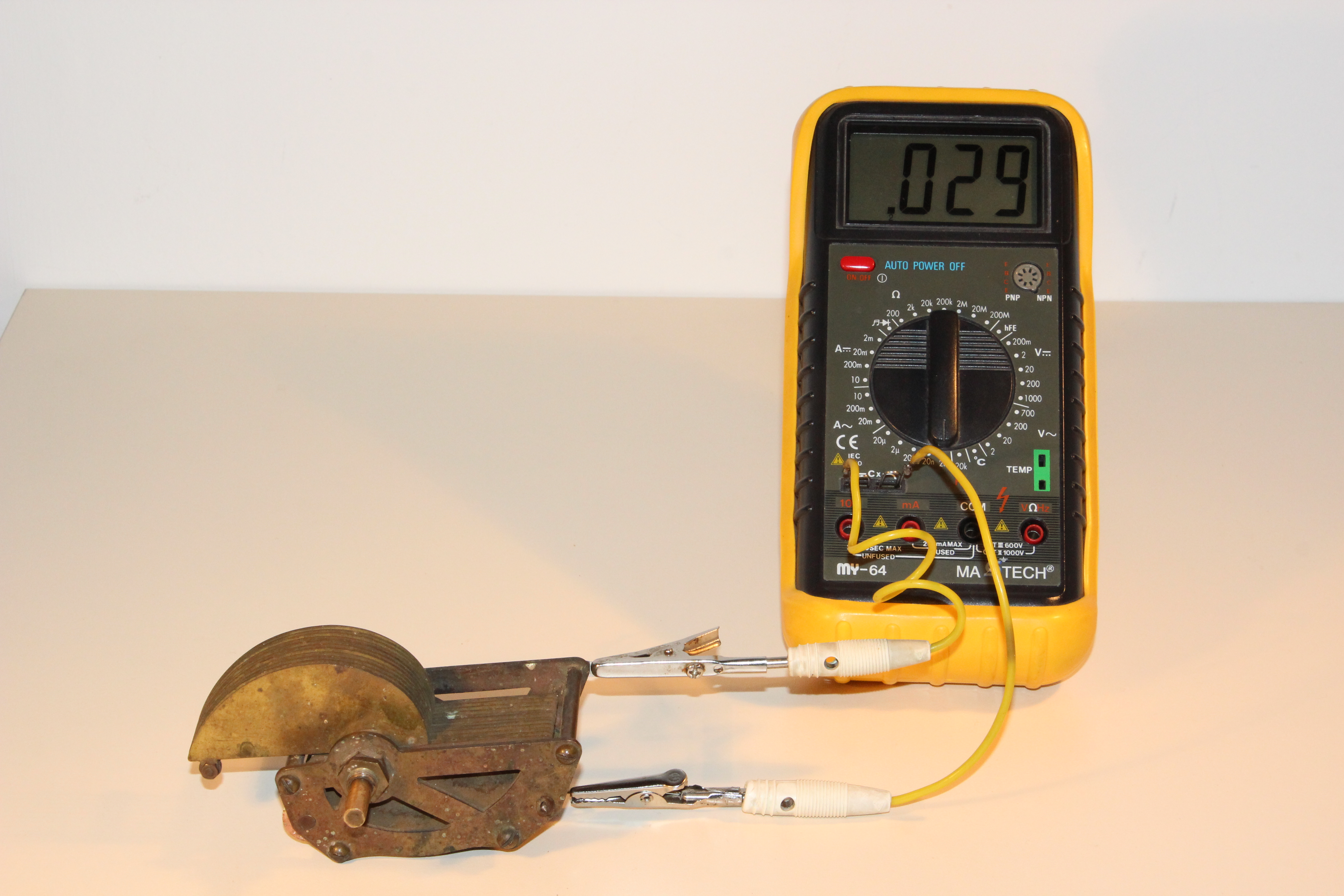
Cmin = 29 pF (أقل سعة)
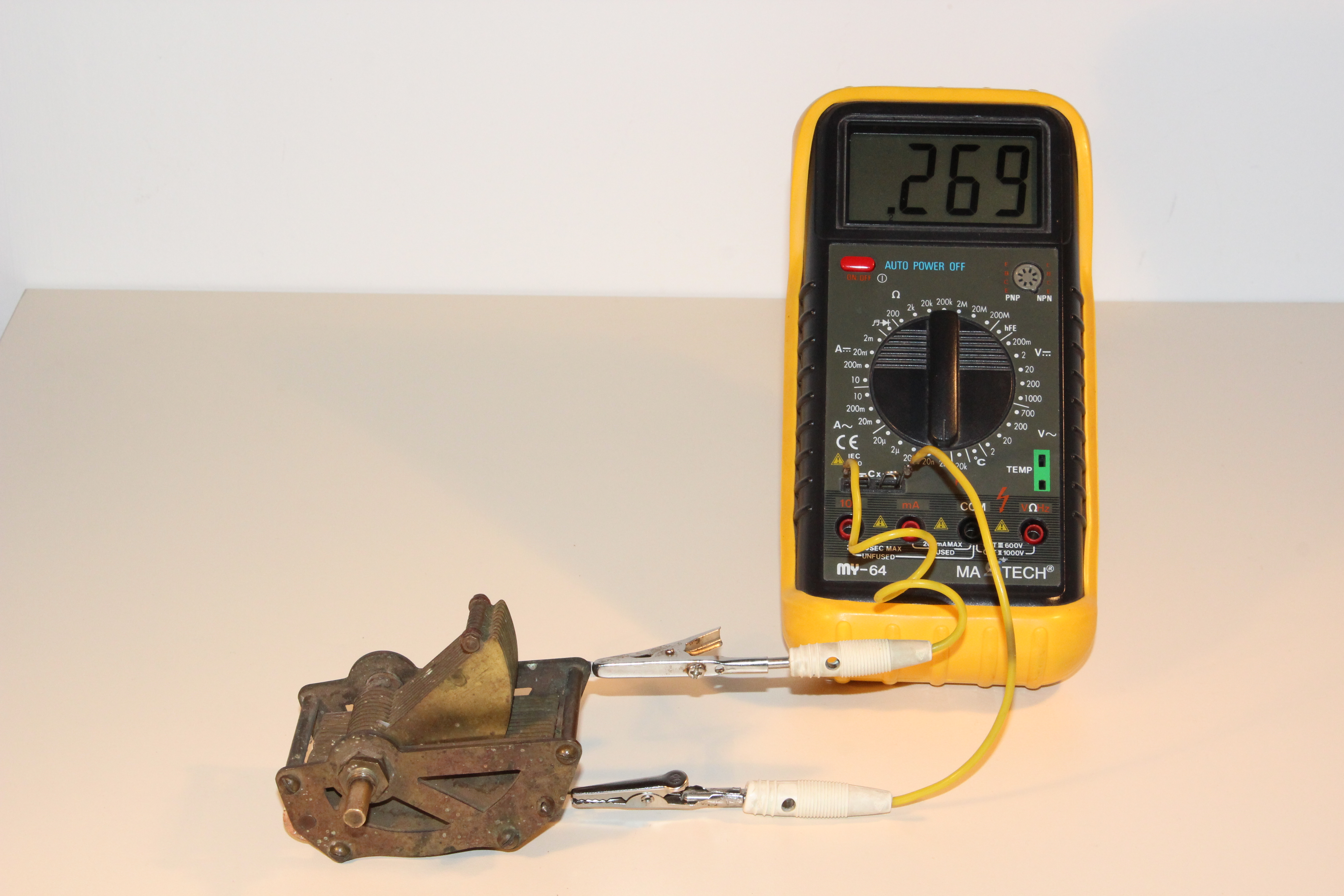
C = 269 pF (منتصف القيمة القصوى تقريبًا)
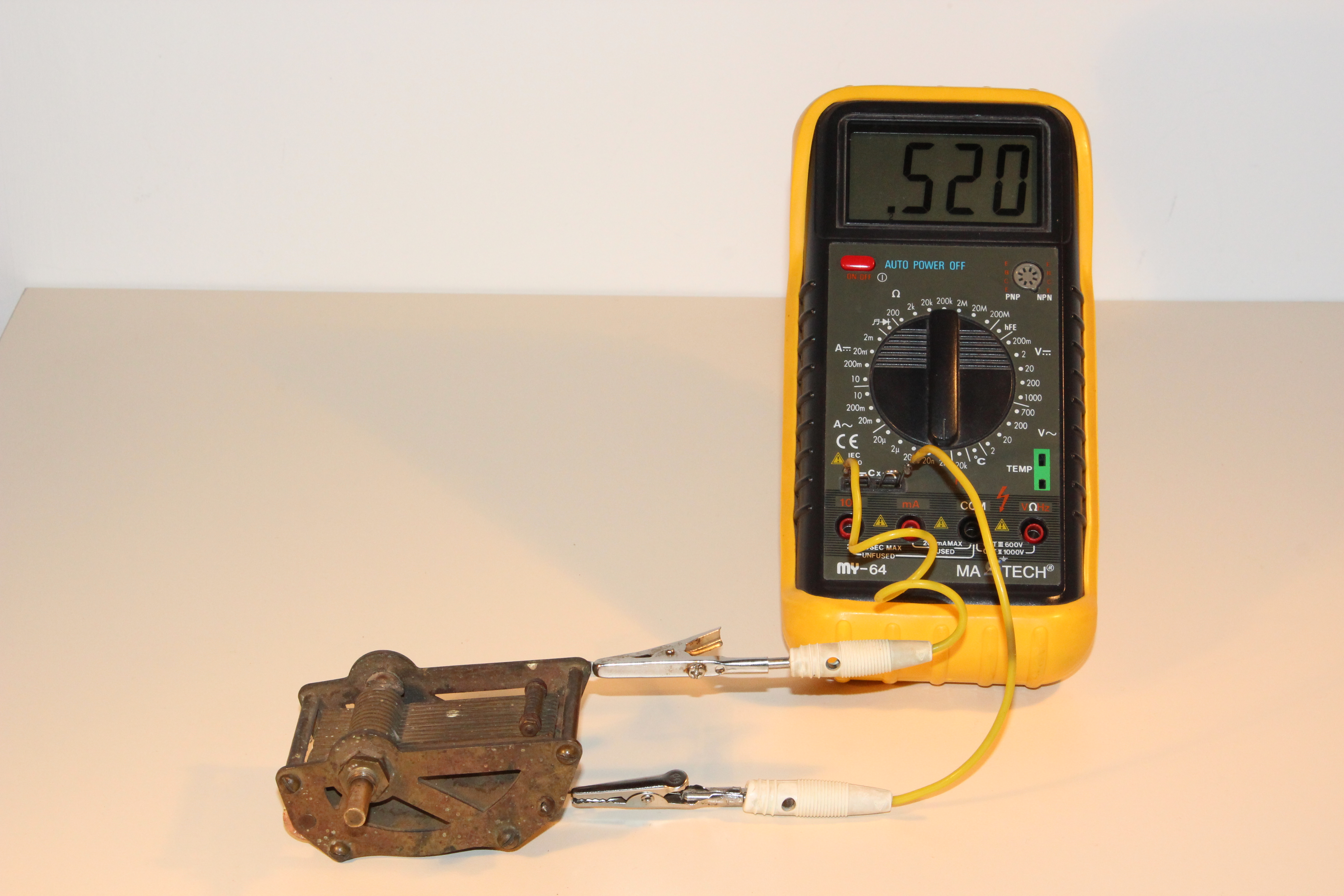
Cmax = 520 pF (أقصى سعة)

### المتسعات المتغيرة الفراغية

متسعة هوائية متعددة الأقسام، أثناء تحريك الدوار.

تستخدم مجموعة من الصفائح المصنوعة بشكل إسطوانات متحدة المركز (الدوار) يمكن أن تنزلق إلى داخل وخارج إسطوانات أخرى (الساكن)، هذه الصفائح توضع داخل غلاف غير موصل مثل الزجاج والسيراميك ثم تفرغ من الهواء إلى أقصى حد، الجزء المتحرك مركب على غشاء معدني مرن لغلق التجويف والحفاظ على حالة الفراغ الداخلي ويربط الدوار مع القبضة خارجية للتحكم، عند تدوير الدوار يتحرك الاسطوانات داخل الغلاف أو خارجه مما يغير مساحة الإسطوانات المواجهة لبعضها البعض ويؤدي لتغيير قيمة المتسعة، الفراغ المحيط بالصفائح لا يعمل على زيادة جهد العمل وقدرة تحمل التيار في المتسعة فحسب، إنما يقلل بشكل كبير فرصة حدوث شرارة بين الألواح، متسعات الفراغ شائعة في أجهزة الإرسال عالية الطاقة مثل التي تستخدم في البث اللاسلكي، والعسكري وراديو الهواة، بالإضافة إلى شبكات ضبط توليف [الإنجليزية] الراديو عالية الطاقة، تكون المتسعة المتغيرة الفراغية أفضل أداءً من المتسعة التي تعتمد على الهواء كعازل بين الصفائح لأن الفراغ سيوفر عزل إضافي يسمح للمتسعة بتحمل جهد تشغيل أعلى بالحجم نفسه للمستعات الهوائية وهذه الخاصية تسمح بتقليل حجم المتسعات الفراغية مع الحفاظ على الكفاءة.

### متسعة ضغطية وإنزلاقية
المتسعات الضغطية هي أرخص أنواع المتسعات المتغيرة يتم تصنيعها من طبقات ألالومنيوم والبلاستيك، تتغير قيمتها بالضغط عليها عن طريق تدوير برغي، مع ذلك لا تستطيع هذه المتسعات توفير سعة مستقرة، شكل آخر مختلف من هذه المتسعات تتغير فيها مساحة الصفائح المتقابلة عن طريق تحريكها حركة خطية تسمى المتسعات الإنزلاقية تكون ذات فائدة عملية في تشييد المنازل، كما يكن أن توجد هوائي الرنين الحلقي والراديو البلوري.

### متسعة تنظيم
متسعات متغيرة صغيرة الحجم يتم تغيير سعتها باستخدام مفك براغي ويستخدم فيها السيراميك كعازل بالإضافة إلى البلاستك والهواء أو الميكا، تستخدم عند ضبط تردد الرنين بدقة مصنعيًا ثم إعادة ضبطه وتصحيحه مرة أخرى إن لزم الأمر.

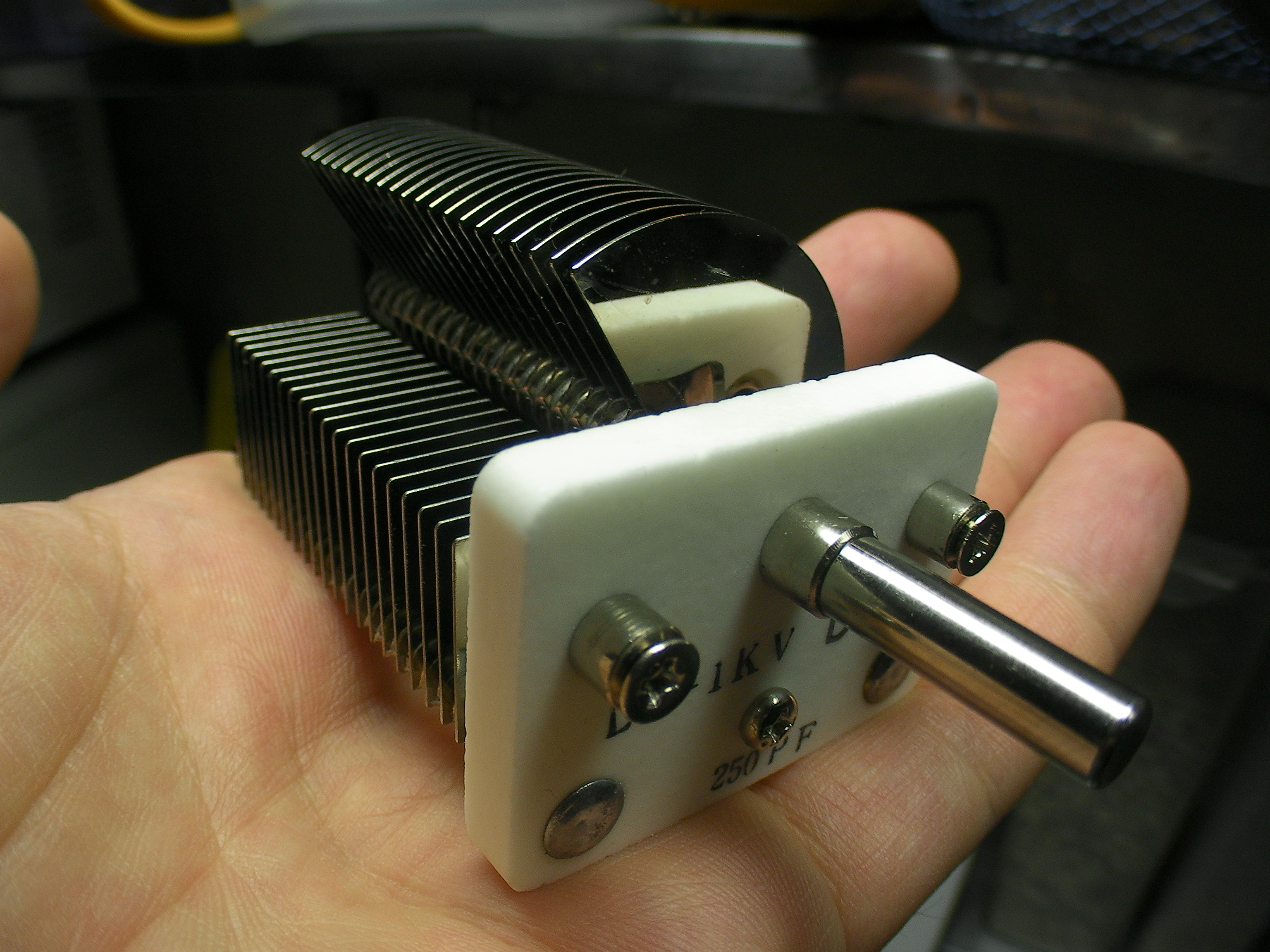
متسعة دوارة.
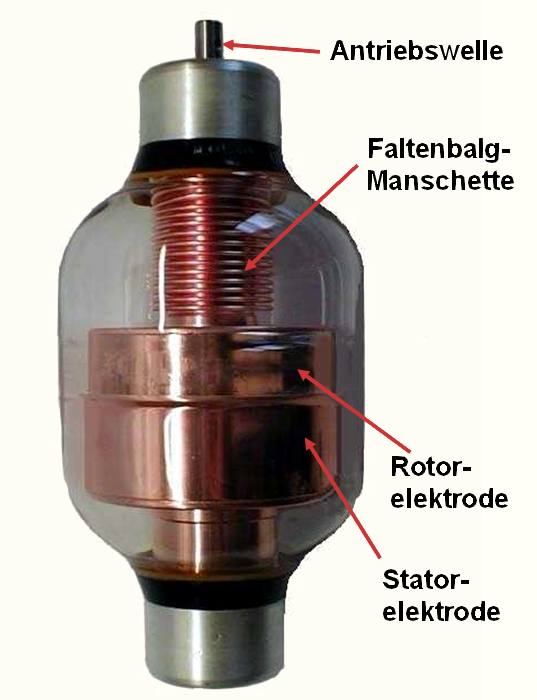
المتسعة الفراغية.
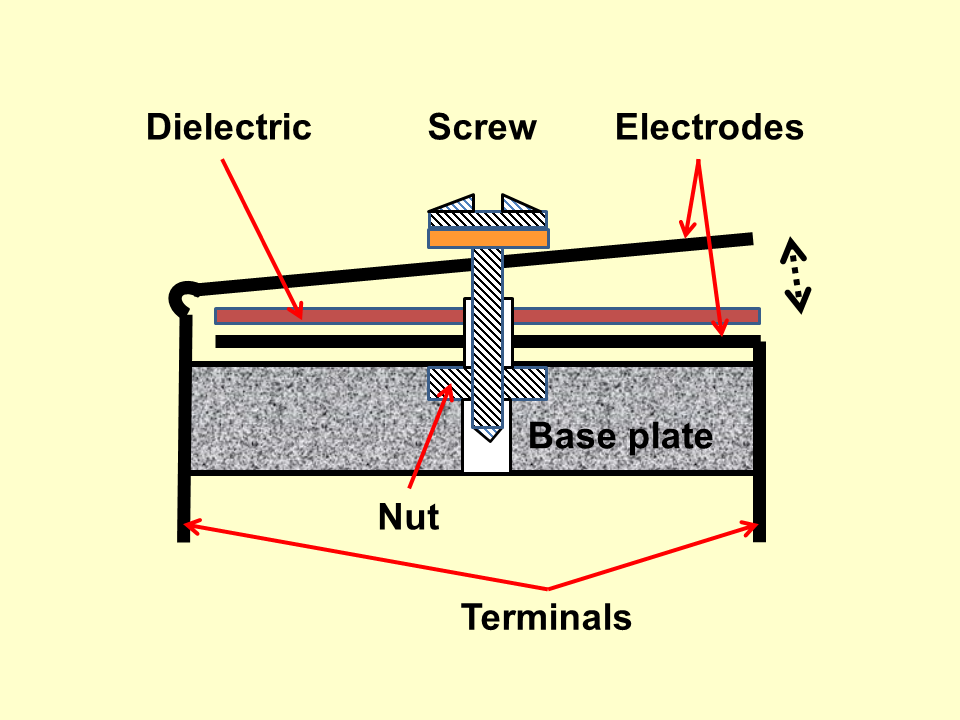
مخطط المتسعة الضغطية.
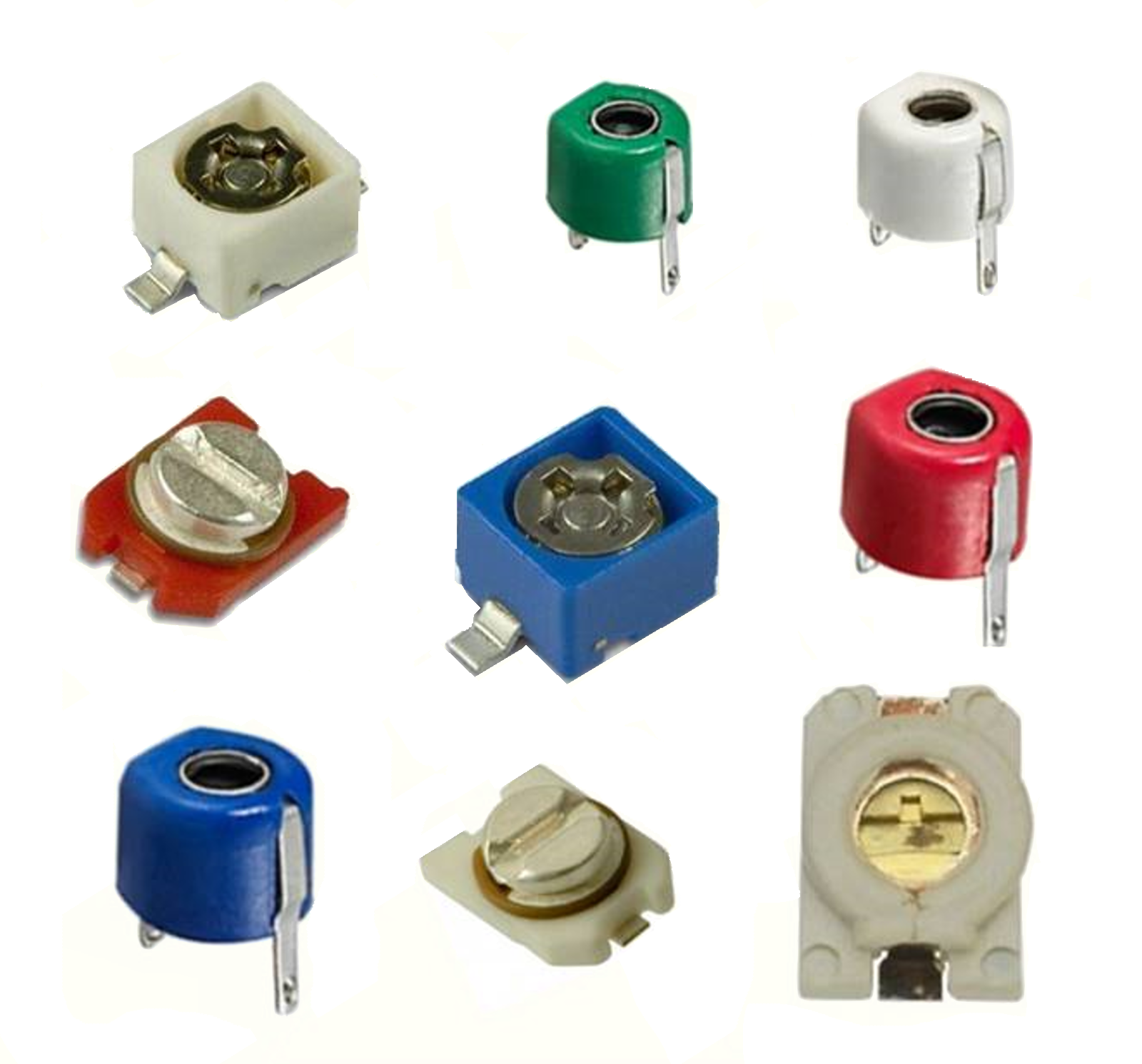
اشكال مختلفة من متسعات التنظيم.

## أشكال خاصة من المتسعات المتغيرة ميكانيكيًا

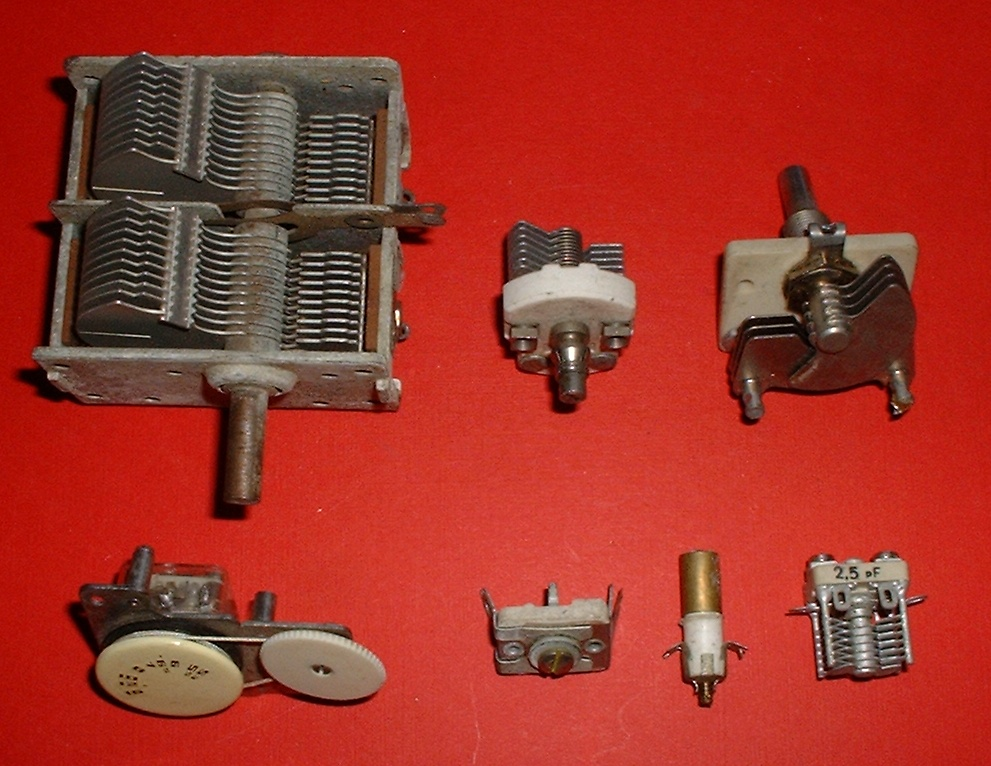
أشكال مختلفة من المتسعات المتغيرة.

### الأقسام المتعددة
في كثير من الأحيان تصنع متسعات دوارة تحتوي أكثر من قِسم مرتبة تتباعيًا (خلف بعضها) وتتحرك بنفس المحور، ما يسمح بتوليف عدة دوائر في وقت واحد بنفس ذراع التحكم، كما في «المحدد الإبتدائي» وهو مرشح إدخال والمذبذبات في دوائر الإستقبال، ويمكن أن تكون للأقسام سعات مختلفة مثلاً متسعة واحدة من 5 أقسام (2 × 330 pF) لمرشح ومذبذب الـ AM زائدًا (3 × 45 pF) لمرشحين ومذبذب في جزء الـ FM على نفس المستقبل، غالبًا ما تشتمل المتسعات ذات الأقسام المتعددة متسعات ضبط بالتوازي مع الأقسام المتغير تستعمل لضبط وتوليف الترددات على نفس القيمة.

### الفراشة
متسعة الفراشة هي شكل من المتسعات الدوارة بمجموعتين منفصلتين من الصفائح الساكنة المواجهة لبعضها، ويكون الدوار بشكل جناح فراشة يتخلل الصفائح الثابتة من الجهتين بالتساوي، متسعات الفراشة تستخدم لعرض توليف الدوائر المتناظرة، مثلا في مراحل مضخم التردد الراديوي أو مولفات الهوائي المتناظرة حيث أن الدوار يمثل الطرف المؤرض، ويمكن لمتسعات الفراشة تحمل مقدار كبير من التيار الرنيني.
في متسعات الفراشة، يمكن للدوار أن يدور بزاوية قصوى تبلغ °90 درجة تقابل أقصى قيمة للسعة يمكن أن توفرها المتسعة، مع عدم القدرة على إنقلاب إتجاه صفائح الدوار.

### الساكن المقسم
في هذا النوع من المتسعات يمكن تدوير الدوار أكثر من°90 درجة، تستعمل فيها مجموعتين منفصلتين من الصفائح الساكنة لكنها غير متقابلة بل مرتبة على طول المحور تتخلل كل منهما مجموعة منفصلة من الصفائح المتحركة، وعلى خلاف المتسعة المنفصلة متعددة الأقسام، صفائح الدوار في القسم الثاني توضع بإتجاه معاكس للقسم الأول، بالرغم من فائدة متسعة الساكن المقسم في توفير أقطاب أكبر من متسعة الفراشة وزاوية دوران حتى °180 درجة، إلا أن الصفائح المنفصلة تسبب بعض الخسارة لأن تيار التردد الراديوي يمر في محور الدوار بدلًا عن تدفقه مباشرًة عبر كل صفيحة دوارة.

### متسعة تفاضلية
المتسعات التفاضلية المتغيرة تحتوي أيضًا على مجموعتين منفصلتين من الصفائح الثابتة، لكنها تختلف عن متسعة الفراشة التي تزداد فيها سعة الجانبين معًا بالتساوي عند تدوير الدوار بأن المتسعة التفاضلية تزداد فيها سعة جانب وتقل سعة الجانب الآخر بحيث يبقى مجموع سعة الجانبين ثابت، لهذا يمكن استخدام المتسعات التفاضلية في دوائر قياس الجهد السعوية.

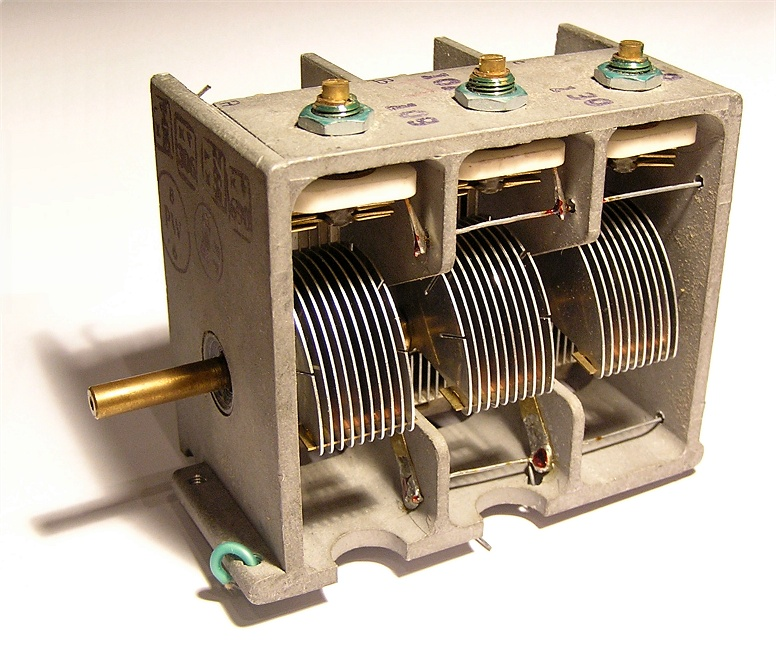
متسعة متغيرة ثلاثة الأقسام.
مخطط ربط متسعة الفراشة.
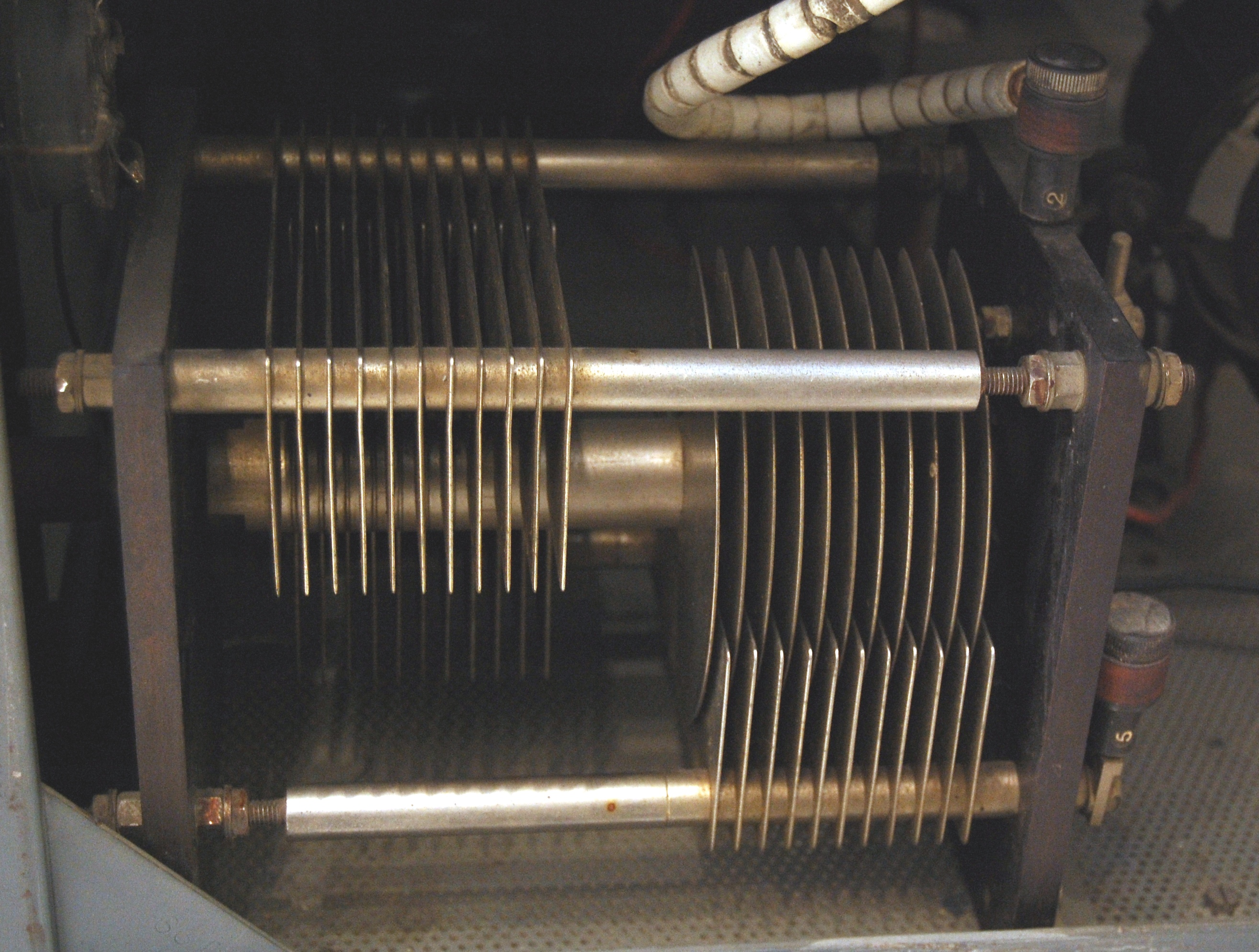
متسعة الساكن المقسم.
مخطط المتسعة التفاضلية.

## تاريخ
تم إختراع أول متسعة متغيرة تستخدم الهواء كعازل بين لوحيها من قبل المهندس المجري ديزو كوردا والذي نال براءة إختراع ألمانيا عن اختراعه في 13 ديسمبر 1893.

## المتسعات المتغيرة إلكترونيًا

### متسعة التوليف الجهدي
في ثنائيات أشباه الموصلات عند ربطها في الإنحياز العكسي وتسليط فرق جهد مستمر على أقطابها ستزداد طبقة الإستنزاف بين طرفي الثنائي والتي تلعب دور عازل بين قطبين، وهذا التأثير عام لكل الثنائيات بما فيها الترانزستورات، لكن القطع الإلكترونية التي تصنع على انها ثنائيات متغيرة السعة تكون مصممة بمساحة مقطع كبيرة وطريقة تشويب خاصة لإعطائها أقصى مقدار من السعة.
ينحصر إستخدامها مع إشارات السعة المنخفضة فقط لأنها تحدث تشويها غير مقبولًا في الإشارات الكبيرة بسبب التغييرات التي تطرأ على سعتها مع جهد الإشارة وهذا يحول دون إستخدمها في مستقبلات الإشارات الراديوية عالية الجودة، كمثال في مذياع التضمين الترددي أو مولفات التلفاز، تعمل عند معالجة الضوضاء أكثر من متطلبات الإشارة الكبيرة، وعادة ما تستخدم هذه المتسعات في مسار الإشارة.
تستخدم في مضاعفات التردد، ومذبذب تحكم الفولتية (VCO)، كما انها مكون أساسي في الحلقات مقفلة الطور (PLL) الموجودة في أجهزة الإتصال الحديثة.

### متسعة التوليف الرقمي
هي متسعات متغيرة تتواجد مع الدوائر المتكاملة وتعتمد في عملها على عدد من التقنيات، يظهر استعمالها في أنظمة التلفاز المحمول الأوروبية (DVB-H [الإنجليزية]) واليابانية (ISDB-T [الإنجليزية]).

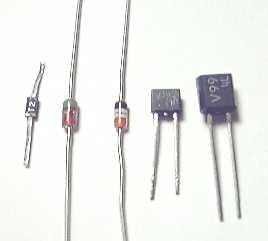
ثنائيات سعوية متغيرة مع الجهد.
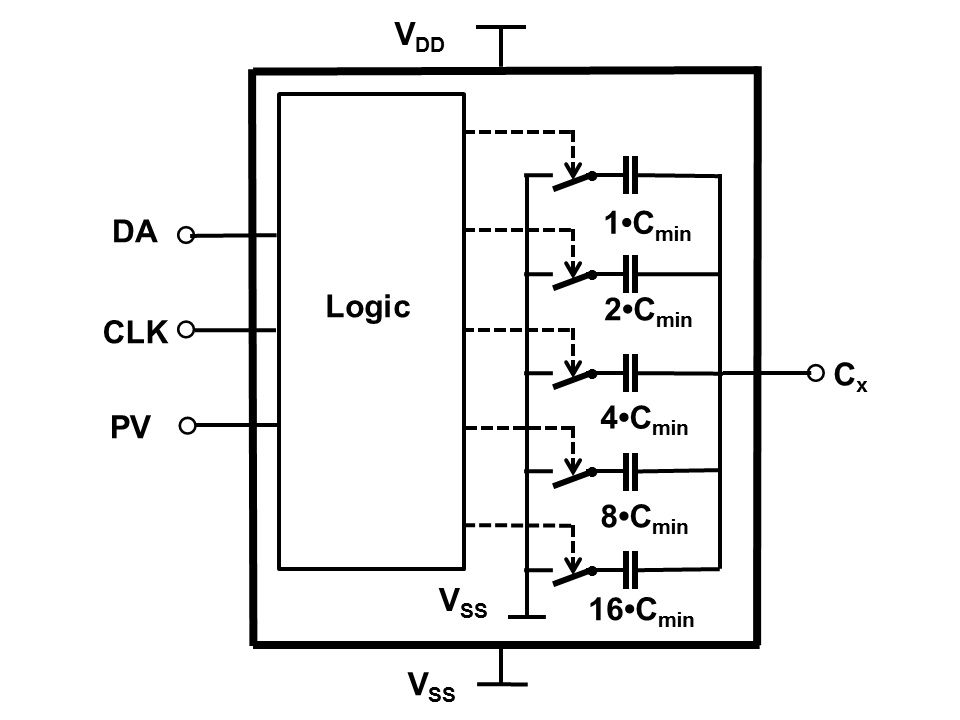
مخطط لمتسعة التوليف الرقمي (بشكل دائرة متكاملة).

## المحولات

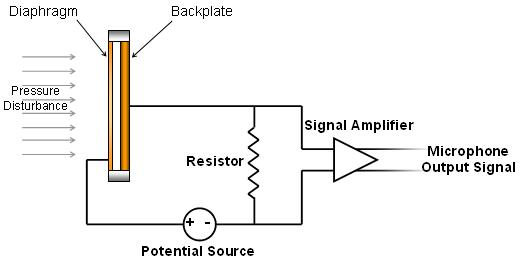
دائرة الميكروفون السعوي.

تستعمل المتسعة المتغيرة عادة لتحويل الظواهر الفيزيائية إلى إشارات كهربائية، على سبيل المثال:
- متسعة اللاقط الصوتي (الميكرفون السعوي)، الإهتزازات التي يسببها الصوت تقوم بتغيير المسافة الفاصلة بين الصفيحة المتحركة حرة الحركة والصفيحة الساكنة ما يؤدي إلى تغيير فرق الجهد عبر صفيحتي المتسعة.
- في صناعة الحساسات السعوية التي تعمل على قياس كميات مثل الضغط أو الإزاحة أو الرطوبة النسبية وتحويلها إلى إشارة كهربائية.
- الحساسات السعوية التي تستعمل كمفاتيح كهربائية مثل التي توضع في الأزرار مثل التي تستخدم في لوحة المفاتيح أو ازرار اللمس في المصاعد التي لا تتضمن أجزاء ميكانيكية متحركة.

## طالع أيضًا
- ثنائي باعث للضوء
- ترانزستور باعث للضوء
- مكثف (كهرباء)
- مكون إلكتروني